# Prostorvrijeme
Prostorvrijeme ili prostor–vrijeme, u teoriji relativnosti, je prostor koji se uz prostorne koordinate opisuje i četvrtom koordinatom razmjernom vremenu. Matematički se temelji na homogenosti i izotropnosti četverodimenzionalne prostornovremenske neprekinutosti. Dok ono što se opaža i mjeri kao prostor i kao vrijeme ovisi o gibanju promatrača i za različite je opažače različito, prostor–vrijeme svakomu je isto. U klasičnome, Newtonovu pogledu na svijet, prostor i vrijeme su apsolutni, vječni i nepromjenjivi, potpuno neovisni jedno o drugomu. U Newtonovoj teoriji nedostaju metrike (metričke forme ili funkcije udaljenosti) koje bi prostor i vrijeme povezale i učinile ih međusobno isprepletenim veličinama i najveća (gornja, granična) brzina, na primjer brzina svjetlosti u relativističkoj fizici.
Prostorvrijeme se najčešće povezuje s Einsteinovom teorijom relativnosti, a važno je jer objedinjuje prostorne dimenzije i vremensku dimenziju u jednu pojavu. Einsteinovom teorijom i kasnije mjerenjima dokazano je da su prostor i vrijeme povezani te da promjene koje utječu na prostor utječu i na vrijeme, na primjer satovi u svemirskim letjelicama koje bi putovale velikim brzinama (blisko brzini svjetlosti) i ponašale bi se drugačije (sporije) od satova na Zemlji.

## Objašnjenje
H. Minkowski uveo je 1908. novu veličinu w za određivanje vremena, zasnivajući ju kao četvrtu dimenziju u fizici. Imaginarna koordinata uvedena je u obliku: 
{\displaystyle w=i\cdot c\cdot t}
odnosno:
{\displaystyle \Delta w=i\cdot c\cdot \Delta t}
gdje je: {\displaystyle i={\sqrt {-1}}}, c - brzina svjetlosti, a t - vrijeme, kako bi se geometrija prostora–vremena formalno što manje razlikovala od euklidskoga prostora. Postoji, ipak, osnovna (fundamentalna) razlika između euklidske geometrije i Lorentzove geometrije prostora–vremena (Lorentzove transformacije). U euklidskoj je geometriji kvadrat udaljenosti (kvadrat linijskoga elementa) pozitivna, invarijantna veličina. U Lorentzovoj geometriji, pak, kvadrat linijskoga elementa može biti pozitivan, negativan, ili jednak nuli, ovisno o tom prevladava li u njemu vremenski ili prostorni član. To se može prikazati tablicom:
| Opis                                     | Kvadrat linijskoga elementa | Naziv                 |
| ---------------------------------------- | --------------------------- | --------------------- |
| vremenski član prevladava nad prostornim | pozitivan                   | vremenoliki interval  |
| vremenski član jednak prostornom         | nula                        | svjetloliki interval  |
| prostorni član prevladava nad vremenskim | negativan                   | poprostoreni interval |

Uobičajeni nazivi za vremenoliki interval između dvaju događaja još su pravo vrijeme, mjesno (lokalno) vrijeme te svojstveno vrijeme, a za poprostoreni interval između dvaju događaja još su prava udaljenost i invarijantna poprostorena udaljenost. Vremenolika i poprostorena područja najbolje su predočena u prikazima prostora–vremena svjetlosnim čunjevima. Svjetlosni signali izviru iz točke O (vršak čunjeva). Točke izvan čunjeva međusobno se poprostoreno razlikuju od vrška čunjeva, a točke unutar čunjeva vremenoliko su razdvojene. Točke u poprostorenim područjima izvan čunjeva opisuju događaje koji su kauzalno (uzročno) nepovezani s opažačem smještenim u vršku čunjeva. U svjetlosnome čunju čestica mora slijediti vremenoliku svjetsku liniju. Takva linija predočena je lokalnom tangentom u svakoj točki, ako je tangenta položena između svjetskih linija svjetlosnih zraka što izviru u toj točki. Svjetlosne zrake koje omeđuju čunjeve su nula-zrake ili nula-linije relativnosti, to su staze što ih ocrtavaju čestice bez mase kada se gibaju brzinom svjetlosti. Signali (informacije) ne mogu, ni u načelu, prodrijeti u kauzalno nepovezanu zonu jer bi tada foton ili bilo koja čestica bez mase imali brzinu veću od brzine svjetlosti. Svjetlosni je čunj temeljna predodžba u relativističkoj slici svijeta jer otkriva prostorno-vremenske relacije i cjelokupnu kauzalnu strukturu teorije relativnosti. Svjetlosni čunj ima osobito svojstvo simetrije – konformalnu invarijantnost, to jest njegova se struktura ne mijenja pod takozvanim konformalnim transformacijama (promjenama ljestvice).